# Turmhügel Gingkofen
Der Turmhügel Gingkofen ist eine abgegangene mittelalterliche Turmhügelburg (Motte) in Gingkofen, einem Gemeindeteil der niederbayerischen Stadt Geiselhöring im Landkreis Straubing-Bogen. Die Anlage wird als Bodendenkmal unter der Aktennummer D-2-7140-0300 im Bayernatlas als „verebneter Turmhügel des späten Mittelalters“ geführt.

## Beschreibung
Der verebnete und überbaute Turmhügel Gingkofen lag an der von Hainsbach nach Süden führenden Staatsstraße 2111 bei der Abzweigung zur Brunnenstraße in Gingkofen; er ist vom westlich liegenden Eiglfurter Bach etwa 220 m entfernt. Auf dem Urkataster von Bayern von 1830 ist die von einem Wassergraben umgebene Motte noch gut zu erkennen. Durch die Überbauung mit einem Bauernhof ist diese völlig verschwunden.